# مور شوشان
مور شوشان هو لاعب كرة قدم إسرائيلي في مركز الدفاع، ولد في 4 نوفمبر 1988 في حيفا في إسرائيل. لعب مع اتحاد أبناء سخنين ونادي هبوعيل نوف هجليل وهابوعيل تل أبيب.

## وصلات خارجية
- مور شوشان على موقع قاعدة بيانات كرة القدم.إي يو (الإنجليزية)
- مور شوشان على موقع Soccerway.com (الإنجليزية)
- مور شوشان على موقع AS.com (الإسبانية)